# 시온 (2002년)
시온(본명: 오시온, 한국 한자: 吳是溫, 2002년 5월 11일 ~ )은 대한민국의 가수이다. SM 엔터테인먼트의 보이 그룹 NCT의 멤버이며, NCT WISH의 리더이다.

## 생애
2002년 5월 11일, 오시온은 전라남도 목포시에서 태어났다. 중학교 3학년 때 연기를 배우기 시작했다. 고등학교 1학년 때 SM 엔터테인먼트에서 캐스팅되어 입사했다. 이후 4년의 연습생 생활 끝에 2023년 에스엠루키즈에 멤버로 공개되었다. 2024년 2월 21일 데뷔곡 'WISH'로 NCT WISH의 멤버로 정식 데뷔했다.